# Shafar
Shafar, shafari o shapar (en ucraniano: шафарі, шафар, шапар; en ruso: Шафа́р; del polaco: szafarz, "contable o mayordomo") era un  funcionario del Gran Ducado de Lituania. Tenía a su cargo de los recaudadores de impuestos (exaccionadores). 
En las ciudades hacía la función de gestionar el cobro de impuestos a la población y el gasto de los fondos recaudados. En las fincas rurales hacía la función de economista y contable.
En el sich de Zaporizhia (siglo XVI-siglo XVIII), el shafar o shapar militar (en ucraniano: Військовий шафарі) se encargaba del cobro de impuestos, a favor del erario militar, por el transporte de mercancías por los ríos Dniéper, Bug Meridional y Samara.